# 蕭酬斡
蕭酬斡（しょう しゅうあつ、1062年 - 1116年）は、遼（契丹）の外戚。字は訛里本。国舅少父房の末裔。

## 経歴
趙王蕭別里剌（蕭阿剌の子）と燕国夫人削古のあいだの子として生まれた。容貌魁偉で、穏和な性格であった。太康元年（1075年）、道宗の娘の越国公主耶律特里を妻に迎え、駙馬都尉に任じられ、祗候郎君班詳穏となった。太康5年（1079年）、蘭陵郡王に封じられた。太康7年（1081年）、漢人行宮都部署となり、知枢密院事を兼ねた。太康8年（1082年）、道宗が皇孫耶律延禧を後嗣に立てようとして、酬斡を国舅詳穏とし、酬斡の妹にあたる皇后を恵妃に降格して乾州に移した。酬斡の母の燕国夫人は駅馬を横領したことが発覚して、封号を剥奪された。また母の燕国夫人はその妹の魯姐とともに巫蠱をおこなっていたため、太安2年（1086年）に処刑された。酬斡は越国公主と離婚させられ、興聖宮（女古オルダ）に籍を移されて、烏古敵烈部に流された。
天慶年間、召還されて南女直詳穏となり、征東副統軍に転じた。天慶6年（1116年）、広州の渤海人が反乱を起こしたため、酬斡は駙馬都尉の蕭罕嘉努とともに反乱軍を討ち、反乱軍の将軍の侯概を川州で撃破した。この年、東京遼陽府で反乱が起こり、反乱軍の襲撃を受けて遼の征東軍は壊滅した。ひとり酬斡は麾下の数人を率いて奮戦したが、陣没し、龍虎衛上将軍の位を追贈された。

## 伝記資料
- 『遼史』巻100 列伝第30